# Akrocyanos
Akrocyanos är ett funktionellt tillstånd hos blodkärl, som yttrar sig i "de kalla, fuktiga, blåa, reptilliknande händer, som unga flickor ibland kan lida av, och gör personen olämplig till exempelvis sjukvårdstjänst" (källans formulering). Sjukdomen kan behandlas med blodkärlsvidgande medel.

## Förlopp
Fenomenet uppstår ofta när man utsätts för stark kyla, men kan även inträffa vid andra tillfällen. I de flesta fall finns ingen bakomliggande allvarlig sjukdom. Det antas bero på en långsam genomströmning av blodet i de allra minsta blodkärlen i huden.
Det röda blodfärgämnet, hemoglobinet, är det som normalt ger huden en rosa färgton. När hemoglobinet innehåller mindre syre blir det blått eller mörkblått vilket syns i huden som en blåaktig missfärgning. Det kan uppfattas som en lokalt sämre genomblödning, men man har som regel inte en allmänt försämrad blodförsörjning i handen eller foten.
Tillståndet akrocyanos i sig är alltså inte en diagnos eller en sjukdom. Någon gång kan en allvarligare sjukdom vara bakomliggande orsak och då rör det sig oftast om någon reumatisk bindvävssjukdom.